# Centre commercial Madrid Xanadú
Madrid Xanadú est un centre commercial situé dans la commune de Arroyomolinos, au sud de Madrid. Totalisant une superficie de 160 000 mètres carrés (dont une surface utile brute locative de 134 000 mètres carrés), il compte plus de 220 boutiques réparties sur deux niveaux, autour des hypermarchés El Corte Inglés et Hipercor. 
Outre ses espaces commerciaux, il abrite un cinéma multiplexe et une piste de ski couverte appelée Madrid SnowZone.
Le centre commercial Madrid Xanadú a ouvert ses portes le 16 mars 2003. Basé sur un concept développé par l'entreprise américaine Mills Corporation (qui ouvrait là son premier centre commercial en dehors des États-Unis), il fut racheté par la société canadienne Ivanhoe Cambridge en 2006.

## Description
Le rez-de-chaussée est occupé par une zone de divertissements (Madrid SnowZone, minigolf, circuit de kart, mini parc d'attraction, cinéma multiplexe, restaurants) et par plusieurs magasins de mode (C&A, Mh, Billabong, H&M). Le premier niveau abrite d'autres grandes enseignes telles que Zara, Benetton, Nike, Lacoste. 
Les galeries marchandes comptent onze bars et cafés, quinze restaurants, onze établissements de restauration rapide, dix-sept magasins de chaussures, soixante-quatorze boutiques de mode, dix magasins de sport et une dizaine de services. 
Six portes desservent le centre commercial (puerta de la terraza, de la arboleda, de la esmeralda, de la amatista, de la perla, de oro). Deux autres donnent accès au SnowZone et aux hypermarché El Corte Inglés et Hipercor. Ces derniers s'étendent sur trois niveaux, au contraire du reste du centre qui se limite à deux niveaux.
Madrid Xanadú se distingue par une architecture moderniste laissant une grande place aux formes inspirées de la nature et aux jeux de lumière. Des compositions arbustives, des verrières, des fresques murales participent à la mise en valeur du décor. Deux compositions en bronze de l'artiste espagnol Manolo Váldez ornent les galeries marchandes.